# Código Z
Código Z (como o Código Q e o Código X) é um sistema padronizado de comunicação com código usado em transmissões de rádio em Morse ou radioteletipo, usado pela maioria dos países europeus e da OTAN, constitui o ACP 131 (Publicação Allied Communication No. 131), originalmente desenvolvido pela Cable & Wireless Ltd (Cable & Wireless Service Z-Code) para comunicações comerciais, adaptado pela OTAN mais tarde para uso e necessidades militares.
Existem outros códigos Z usados pelos militares soviéticos e outras organizações.

## Codificação
| CÓDIGO    | MENSAGEM | FONTE |
| --------- | --- | ----- |
| ZAL       | Estou fechando devido a.... | C&W   |
| ZAP       | Trabalhar... 1. Simplex; 2. Duplex; 3. Diplex; 4. Multiplex; 5. Banda lateral única; 6. Com sistema de correção automática de erros; 7. Sem correção. 8. Com modem com diversidade de tempo e frequência. | C&W   |
| ZBK       | Are you receiving my traffic clear? | NATO  |
| ZBK1      | I am receiving your traffic clear | NATO  |
| ZBK2      | I am receiving your traffic garbled | NATO  |
| ZBM2      | Place a competent operator on this circuit | C&W   |
| ZLD2      | I cannot transmit pictures. | C&W   |
| ZSF       | Switch off...(1. IFF; 2. IFF sets for 10 minutes in area denoted except for ships whose call signs follow).                                                                                               | C&W   |
| ZBW no.   | Change to backup frequency no. | C&W   |
| ZBZ(1-5). | Measure of Printability (Where 1=Garbled/unreadable & 5=Perfect) | C&W   |
| ZUJ       | Stand by. | NATO  |

Alguns códigos da empresa Cable & Wireless são derivados do minemônico (ZAL = "alter wavelength", ZAP = "ack please", ZSF = "send faster".